# Lepidepecreella charno
Lepidepecreella charno is een vlokreeftensoort uit de familie van de Lepidepecreellidae. De wetenschappelijke naam van de soort is voor het eerst geldig gepubliceerd in 1966 door J.L. Barnard.